# Silberhausen
Silberhausen ist eine Ortschaft in der Landgemeinde Stadt Dingelstädt im thüringischen Landkreis Eichsfeld. Ortschaftsbürgermeister ist Michael Groß (CDU).

## Geschichte

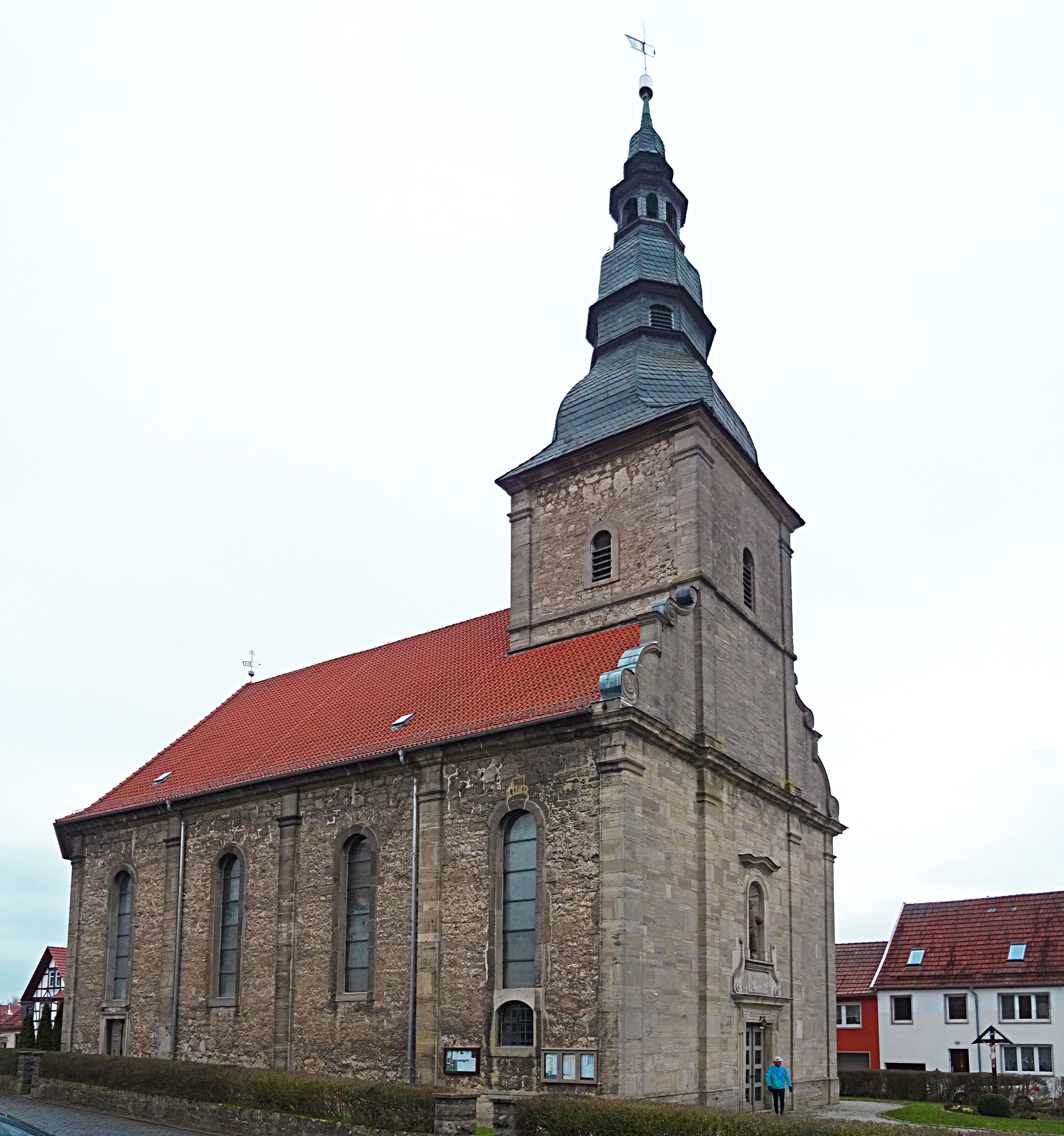
Katholische Kirche St. Cosmas und Damian

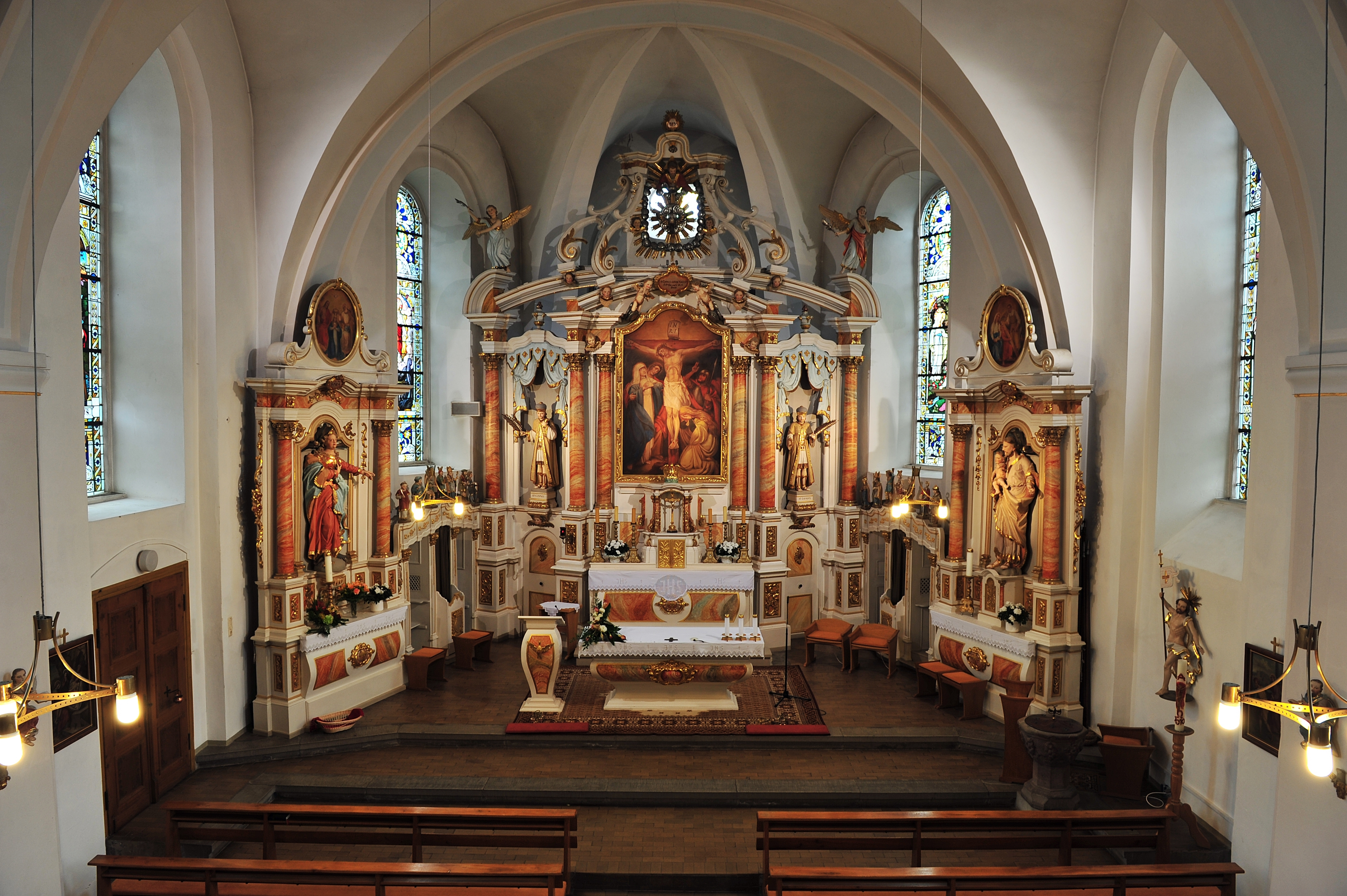
Kirchenaltar

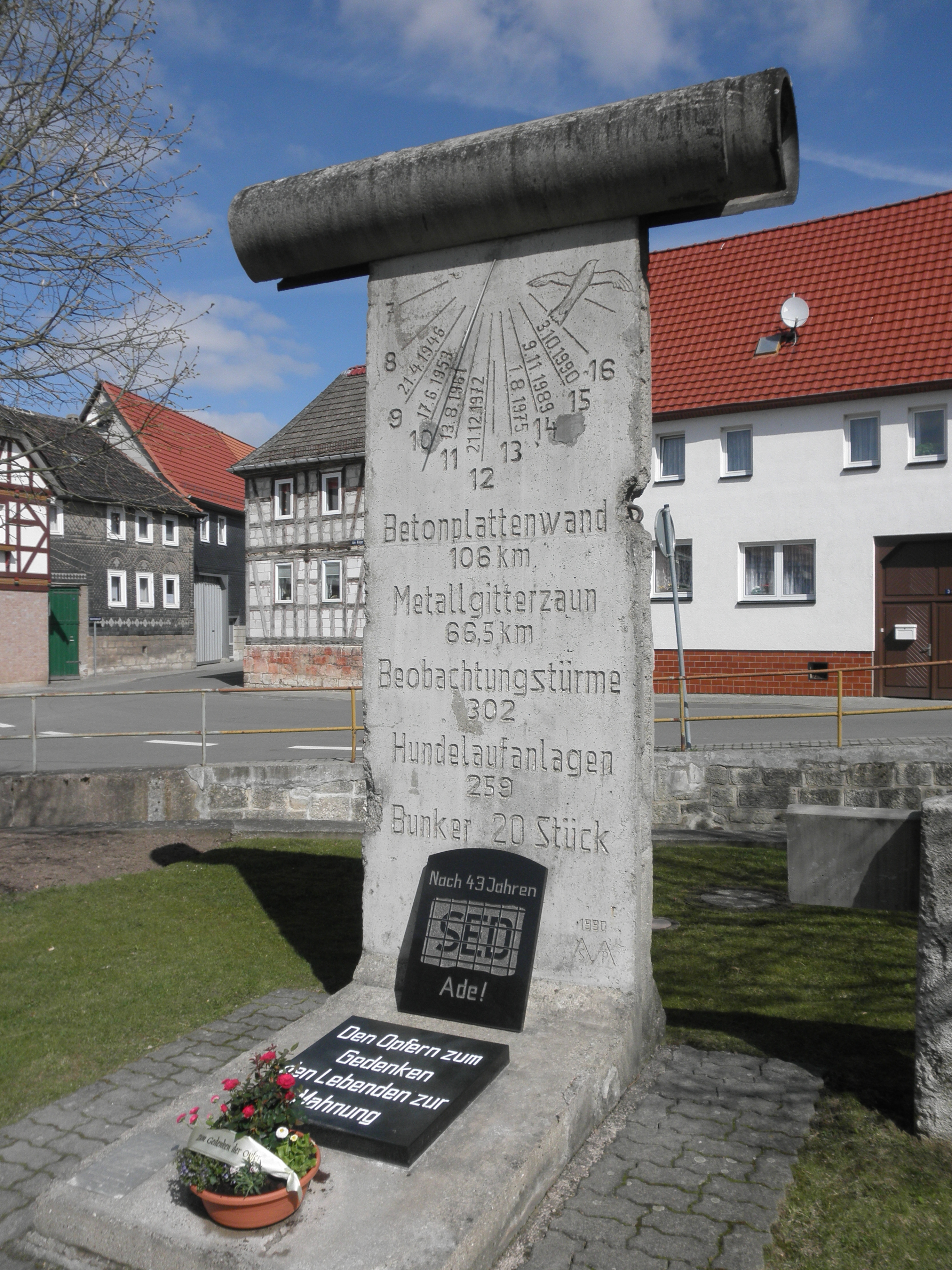
Mauerdenkmal in Ortsmitte

Silberhausen wurde 1171 erstmals als Silverhusen urkundlich erwähnt. Die Herkunft des Namens ist nicht eindeutig bestimmbar. Es gibt verschiedene Deutungsmöglichkeiten, wonach der Ort entweder nach einem Feudalherren Eckehart von Silverhusen benannt wurde oder die Ansiedlung eines Silibaro war; auch eine Ableitung vom althochdeutschen Wort Silibar für Silber ist möglich.
Während des Dreißigjährigen Krieges wurde der Ort 1632 durch weimarische Truppen nahezu vollständig zerstört. Aufgrund der Lage an der Unstrut war der Ort oft von schweren Überschwemmungen betroffen. 1756 bis 1764 wurde die katholische Kirche St. Cosmas und Damian im Barockstil errichtet. Der Ort gehörte bis zur Säkularisation 1802 zu Kurmainz. 1802 bis 1807 war der Ort preußisch und kam dann zum Königreich Westphalen. 1815 bis 1945 war er Teil der preußischen Provinz Sachsen.
Im Zweiten Weltkrieg waren polnische Zwangsarbeiter im Dorf eingesetzt. Gegen Ende des Krieges kam es zu einem Fliegermord an fünf alliierten Piloten.
Nach Panzerbeschuss und dann widerstandsloser amerikanischer Besetzung am 8. April 1945 kam der Ort im Juli zur sowjetischen Besatzungszone und war ab 1949 Teil der DDR. Von 1961 bis zur Wende und Wiedervereinigung 1989/1990 wurde Silberhausen von der Sperrung der nahen innerdeutschen Grenze beeinträchtigt. Seit 1990 gehört der Ort zum wieder gegründeten Bundesland Thüringen.
Im April 1990 erwarb der Steinmetzmeister Michael Spitzenberg aus Silberhausen ein Segment der Berliner Mauer und versah es mit Daten des Sperrriegels der DDR-Grenztruppen um Westberlin. Das Denkmal wurde in der Ortsmitte von Silberhausen aufgestellt.
Am 1. Januar 2019 wurden die Landstadt Dingelstädt und die Gemeinden Silberhausen, Helmsdorf, Kreuzebra und Kefferhausen zur neuen Landstadt Dingelstädt zusammengeschlossen. Die Gemeinde Silberhausen gehörte der Verwaltungsgemeinschaft Dingelstädt an.

## Einwohnerentwicklung
Entwicklung der Einwohnerzahl (31. Dezember):
| - 1994: 774 - 1995: 778 - 1996: 780 - 1997: 774 - 1998: 754 | - 1999: 758 - 2000: 747 - 2001: 732 - 2002: 725 - 2003: 718 | - 2004: 709 - 2005: 698 - 2006: 692 - 2007: 689 - 2008: 687 | - 2009: 688 - 2010: 691 - 2011: 650 - 2012: 635 - 2013: 645 | - 2014: 635 - 2015: 626 - 2016: 611 - 2017: 612 - 2018: 613 |

Datenquelle: Thüringer Landesamt für Statistik

## Wappen
Blasonierung: „Im silbernen Feld eine blaue Spitze, die mit einem silbernen, wachsenden Turm mit Renaissancegiebeln belegt ist.“
Das Wappen geht auf ein Siegelmotiv zurück, das bis 1952/53 gültig war. Es enthält den Turm und einen Teil der Westfassade der Kirche. Eine volksetymologische Herleitung des Ortsnamens wird durch die Tingierung (Silber/Blau) und das Heroldsbild der Spitze vorgenommen, die das Grundwort „-hausen“ symbolisiert.

## Persönlichkeiten
- Heinrich Adameck (1921–2010), SED-Funktionär und 1968 bis 1989 Vorsitzender des Staatlichen Komitees für Fernsehen
- Markus Gebhardt, amtierender Weltmeister der Vorderladerschützen (Disziplin: Long Range 300-Yard-Replica (Mittelbahn))

## Verkehr
Der Ort liegt mit dem Bahnhof Silberhausen an der 1870 fertiggestellten Eisenbahnstrecke Gotha–Leinefelde. Der Bahnhof bot eine wichtige Zusteigemöglichkeit nicht nur für den Ort Silberhausen, sondern auch für das nahe Dingelstädt und die Dörfer auf der Eichsfelder Höhe. Der Bahnhof erhielt ein Empfangsgebäude und Einrichtungen für die Güterabfertigung. 1880 wurde die Bahnstrecke Leinefelde-Eschwege über Dingelstädt auf der gleichen Trasse von Leinefelde kommend eröffnet. Dabei wurde nicht der Bahnhof in Silberhausen die Trennungsstation, sondern etwa einen Kilometer nördlich des Bahnhofes wurde eine separate Abzweigstelle geschaffen, der von 1905 bis 1945 auch als Silberhausen Trennungsbahnhof zum Umsteigen genutzt werden konnte. Der Abzweig gewährleistete eine kreuzungsfreie Befahrung der zweigleisigen Strecken. Die nachfolgende Betriebsstelle Silberhausen wurde mit Inbetriebnahme des Stellwerkes in Silberhausen aufgehoben, in den Kursbüchern ab 1948 ist der Trennungsbahnhof nicht mehr verzeichnet.
Für die im Jahr 1913 eröffnete Bahnstrecke Silberhausen–Hüpstedt wurde unmittelbar östlich des Bahnhofes Silberhausen ein Kleinbahnhof geschaffen, der in Kursbüchern als Silberhausen Nord angegeben wurde. Die miteinander verbundenen Bahnstationen besaßen insgesamt 13 Gleise, 28 Weichen und eine Drehscheibe. 1920 kam es hier zu einem Eisenbahnunfall, bei dem ein gemischter Zug im Bahnhof nicht mehr bremsen konnte und auf dem Ausziehgleis in die Tiefe stürzte. 1947 wurde der Bahnbetrieb nach Hüpstedt eingestellt.
Die Bahnanlagen in Silberhausen wurden danach schrittweise zurückgebaut, heute ist der Personenhalt in Silberhausen mit einem Gleis nur noch ein Haltepunkt.

## Sehenswürdigkeiten
- Die Kirche St. Cosmas und Damian wurde im Barock-Stil errichtet und begeht am 17. Oktober 2014 ihre 250-Jahr-Feier. Die Gemeinde hofft, dass bis dahin die jetzigen Eisenhartgussglocken aus den 1950er Jahren (mit schweren Klangfehlern) wieder durch Bronzeglocken ersetzt sein werden. Die früheren Bronzeglocken mussten in beiden Weltkriegen geopfert werden. Auch der Glockenstuhl ist zu erneuern.
- Mauer-Denkmal von 1990 in Ortsmitte, mit einem Originalsegment der Berliner Mauer

## Tourismus
- Durch Silberhausen führt der Unstrut-Radweg, dessen Anfang nahe der Unstrut-Quelle bei Kefferhausen über den Bahnhof Silberhausen gut zu erreichen ist.

## Mittelpunkt Deutschlands
Erwähnenswert  ist auch, dass sich in Silberhausen der Mittelpunkt Deutschlands befindet, wenn man bei Schwerpunkt-Berechnung des BRD-Staatsgebiets auch die Zwölfmeilenzone in Ost- und Nordsee mit einbezieht.